# Vaison-la-Romaine
Vaison-la-Romaine (Latin: Vasio Vocontiorum) là một xã trong tỉnh Vaucluse thuộc vùng Provence-Alpes-Côte d'Azur ở đông nam nước Pháp. Xã này nằm ở khu vực có độ cao trung bình 204 mét trên mực nước biển.

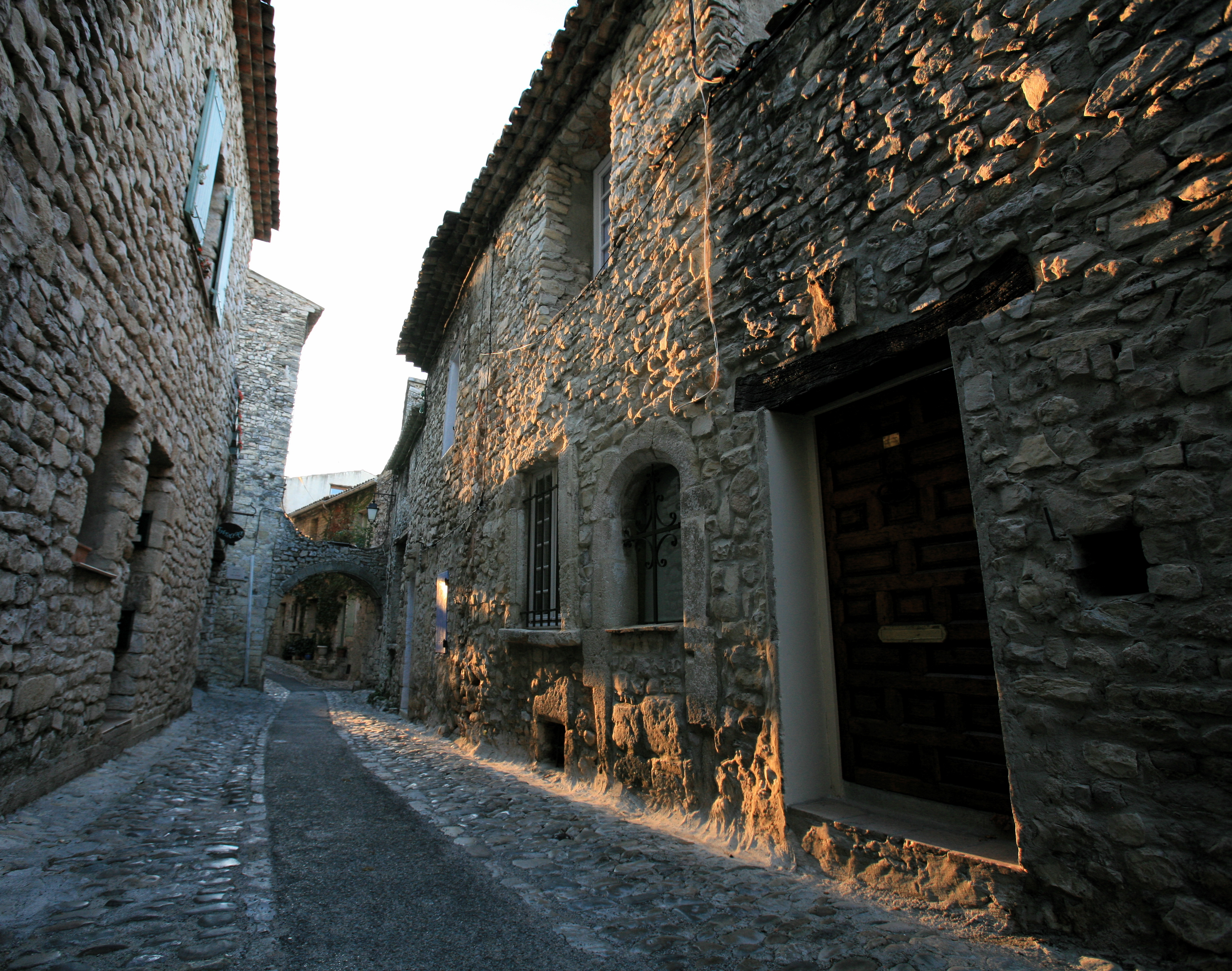
Phố nhỏ của phố cổ